# 徐汇滨江地区

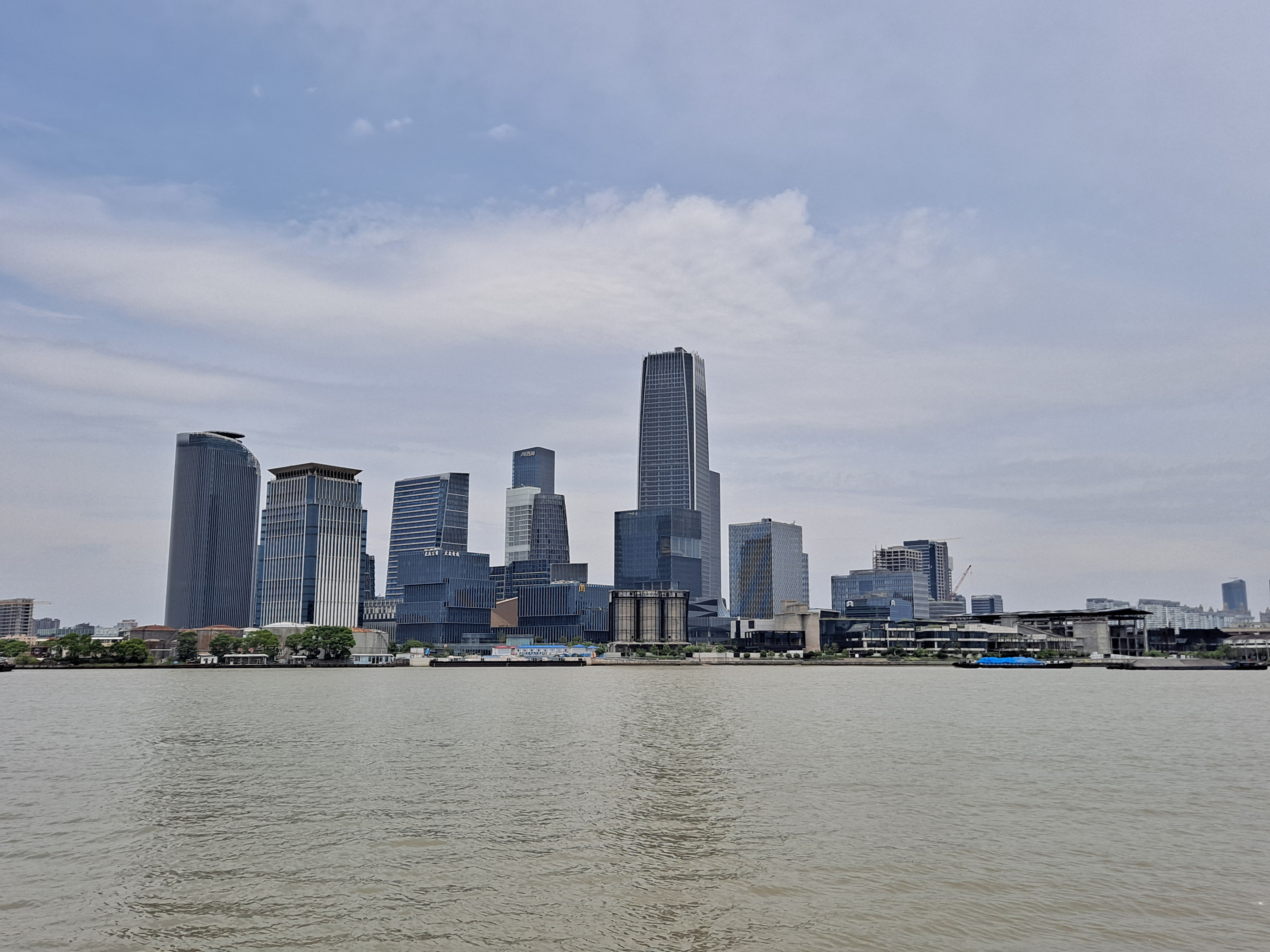
从前滩眺望徐汇滨江

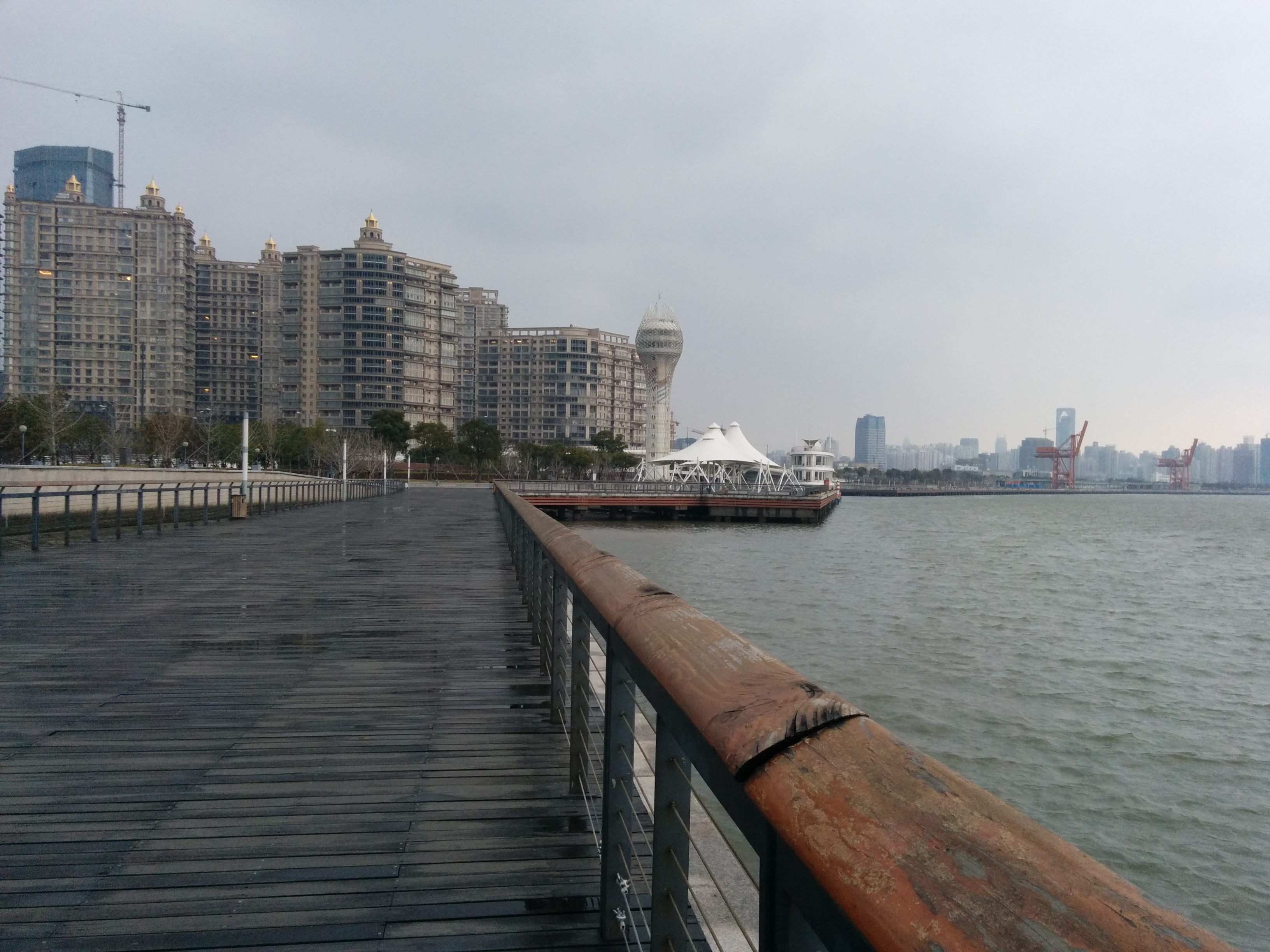
从徐汇滨江南段北望

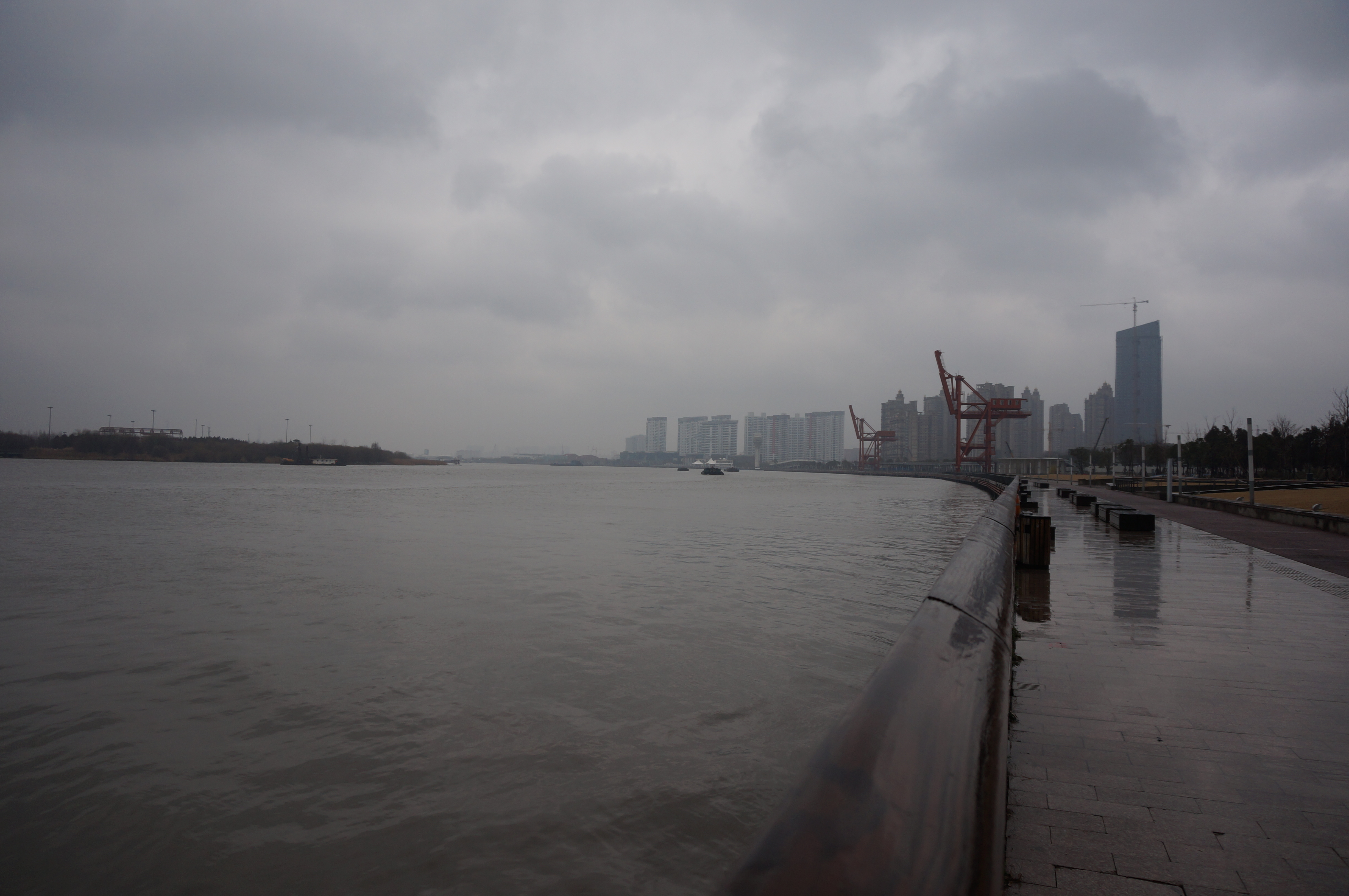
从徐汇滨江北段临卢浦大桥处西望

徐汇滨江地区又名上海西岸，位于上海市黄浦江发展轴南端，与世博园区和徐家汇商圈、南站商圈相邻，是徐汇区加快推进城市转型发展的重要地区。目前，徐汇滨江地区内已规划或建成有上海绿地中心等商业地产项目和高档住宅项目。西岸建筑与当代艺术双年展与上海西岸音乐节也于区内举办。在徐汇区与黄浦区交界处的瑞宁路还设有徐汇滨江规划展示中心。

## 简介
徐汇滨江地区位于原龙华板块内，规划总面积约731公顷，其中街道与河道面积约56公顷。对于土地资源原本就十分稀缺上海而言，是少有的可供大规模成片规划开发的沿江中心城区。

## 歷史
徐汇滨江一度為工业基地，周邊有始建于1907年的南浦火车站、始建于1917年的龙华机场、始建于1920年的上海水泥厂、始建于1929年的北票码头以及始建於1948年的上海永新化学工业股份有限公司。1980年代初，运-10在徐汇滨江的上海飞机制造厂基地试飞成功。後來徐匯濱江的工廠逐步搬遷。2022年9月30日，徐汇滨江8.4公里景观大道全线贯通。

## 空间布局
徐汇滨江现有的规划将这一地区形成“一带”、“三核”、“三区”的布局。

### 一带、三核
“一带”是在龙腾大道和黄浦江之间，利用滨江公共绿地和公共开放空间形成滨江功能发展带，适当安排低密度的商业文化设施，充分体现生态、休闲、公共活动等功能。“三核”为以建设产业升级和公共活动全面发展的滨江高端生态休闲商务为主的「云锦路-龙耀路核心功能区」、以滨水开敞的大公园空间为核心，发展研发、商务、会展、商业、文化、休闲等综合功能的「枫林路－龙华路核心功能区」、以及以龙华寺和龙华烈士陵园为主题，发展文化展示、宗教交流、旅游观光、休闲游憩、商业服务等功能的「龙华历史文化风貌核心功能区」。

### 三区
B单元（WS3单元）：以总部经济、国际高端医疗服务为发展重点，建设高档商务楼宇与会展中心，形成大型企业总部集群，提供高端商务、会展等服务的滨江生命科学拓展区。C单元（WS5单元）：重点发展高端商务、配套精品商业、文化展示、休闲旅游等产业、形成具备国际化水准的总部经济集聚区和高新技术服务业创新基地，形成徐家汇城市副中心的功能延伸，成为今后经济发展新的增长点和增强综合竞争力新亮点的滨江生态休闲商务区。D单元（WS7单元）：深化研究复合居住、文化、教育、休闲、体育、生态等功能的国际社区，规划为以居住为主导功能的地区级滨江生态休闲居住区。

## 交通设施
内环线、中环线和外环线贯穿徐汇滨江，3号线、4号线、7号线、11号线、12号线贯通或途经，加之为上海世博会配套建设的龙华中路、宛平南路、云锦路、东安路、瑞金南路、枫林路、丰溪路和打浦路隧道复线及龙耀路隧道「七路二隧」道路工程的建成，使得徐汇滨江的交通十分便利。